# Кулета, Пётр
Пётр Кулета (пол. Piotr Kuleta, род. 27 июня 1989, Хшанув) — польский гребец-каноист, бронзовый призёр чемпионата мира (2015), бронзовый призёр Летней Универсиады (2013).

## Спортивная карьера
В 2002—2003 годах представлял спортивный клуб Тшебиня (пол. MKSW Trzebinia), в период 2004—2008 — спортивную школу в Валче (пол. SMS Wałcz), в 2009—2014 годы — спортивный клуб Завиша Быдгощ (пол. Zawisza Bydgoszcz), с 2014 — игрок спортивного клуба при Опольском политехническом университете (пол. AZS KU Politechnika Opolska).
На Олимпийских Играх в Лондоне (2012) занял 9 место в дисциплине C-1 1000 м, а в дисциплине C-1 200 м дошёл до полуфинала.
На чемпионате мира занимал места:
- 2010: C-4 1000 м — 5 место
- 2011: C-4 1000 м — 5 место
- 2013: C-1 1000 м — 7 место, С-4 1000 м — 9 место
- 2015: C-2 1000 м — 3 место (в паре с Марцином Гжибовским)

На чемпионате Европы занимал места:
- 2009: C-1 1000 м — 8 место.
- 2013: C-4 1000 м — 5 место.
- 2014: C-4 1000 м — 6 место.
- 2015: C-2 1000 м — 5 место.
- 2016: C-2 1000 м − 7 место.

В 2010 стал бронзовым медалистом чемпионата мира в дисциплине C-2 1000 м, в 2013 году завоевал бронзовую медаль Летней Универсиады в дисциплине C-4 1000 м (партнерами были Михал Кудла, Матеуш Каминский и Патрик Сокол).
В 2007 стал чемпионом Европы среди юниоров в дисциплине C-2 1000 м (в паре с Бартошем Плавским). На тех же соревнованиях завоевал бронзовую медаль в дисциплине C-4 1000 м.  В 2011 был молодежным чемпионом Европы в дисциплине C-4 1000 м (партнерами были Винсент Сломиньский, Якуб Ситовский и Михал Кудла).
На чемпионатах Польши шесть раз завоёвывал второе место: в 2008 (C-1 1000 м), 2009 (C-1 1000 м и с-4 1000 м), 2012 (C-1 500 м и C-1 1000 м), 2013 (C-1 1000 м), и пять раз — бронзовые медали: в 2008 (C-4 200 м с-4 500 м), 2011 (C-1 1000 м), 2014 (C-1 1000 м), 2015 (C-1 1000 м).